# Karsambaç
Karsambaç (turc) o kar helvası són unes darreries fetes amb neu i pekmez o xarop de fruites, comunes a les províncies del sud de Turquia, especialment a Adana. Es pot considerar un dels tres elements destacats de la cuina d'Adana, juntament amb l'Adana kebap i el dolç bici bici.
L'etimologia de karsambaç (kar significa "neu" en turc) és turca.
Ömür Akkor, escriptor de gastronomia turca creu que karsambaç es menja a Turquia d'ençà del temps dels seljúcides. Marco Polo el veié per la primera vegada amb els turcs.